# Municipio de Ærø
El municipio de Ærø (en danés: Ærø Kommune) es una comuna que ocupa los 88 km² de la isla del mismo nombre, en Dinamarca, en la región del Sur del país, desde el 1 de enero de 2007, y que en 2006 pertenecía al condado de Funen. El municipio también abarca Birkholm y las islas deshabitadas de Lilleø, Dejrø y Halmø.
El primer alcalde de Ærø (2006-09 y 2014-17) fue Jørgen Otto Jørgensen (nacido el 21 de diciembre de 1950 en Marstal), miembro del partido político Socialdemócratas (Socialdemokraterne), hasta 2005 alcalde del municipio de Ærøskøbing. Desde el 1 de enero de 2022, el alcalde es Peter Hansted (nacido el 12 de enero de 1956 en Lyngby) en representación de los socialdemócratas. La ciudad más poblada es Marstal y la sede del consejo municipal se encuentra en Ærøskøbing.
El municipio se creó el 1 de enero de 2006 como resultado de la reforma municipal aprobada por los legisladores del Folketing el 16 de junio de 2005, mediante la fusión de los municipios de Marstal y Ærøskøbing. No obstante, el nuevo municipio acordó suscribir un «acuerdo de cooperación municipal» con el municipio de Svendborg.
La reforma municipal danesa se aplicó el lunes 1 de enero de 2007, pero los políticos de Ærø obtuvieron permiso para unificar la isla un año antes que el resto de municipios que se fusionaron a raíz de dicha reforma. Desde el 1 de enero hasta el 31 de diciembre de 2006, el municipio de Ærø perteneció al condado de Funen.
El resultado es un municipio de 91 km² de superficie y 5960 habitantes (1 de enero de 2024). En enero de 1985 vivían 8429 personas en la superficie del municipio actual, y en enero de 2006 la población era de 6873 personas. En 2006, el nuevo municipio pertenecía al condado de Funen y pasó a formar parte de la nueva Región del Sur de Dinamarca el 1 de enero de 2007.

## Localidades
| Marstal    | 2,120 |
| Ærøskøbing | 935   |
| Søby       | 443   |
| Ommel      | 266   |

## Política
El consejo municipal de Ærø está formado por 15 miembros, elegidos cada cuatro años.

### Consejo municipal
A continuación, figuran los consejos municipales elegidos desde la Reforma Municipal de 2007.
| Elección                                       | Partido | Partido | Partido | Partido | Partido | Partido | Partido | Partido | Partido            | Partido              | Total escaños | participación             | Alcalde electo            |
| ---------------------------------------------- | ------- | ------- | ------- | ------- | ------- | ------- | ------- | ------- | ------------------ | -------------------- | ------------- | ------------------------- | ------------------------- |
| Elección                                       | A       | C       | F       | L       | O       | P       | V       | Æ       | Æ                  | Æ                    | Total escaños | participación             | Alcalde electo            |
| 2005                                           | 5       | 5       |         | 2       |         |         | 2       | 1       |                    |                      | 15            | 80.8%                     | Jørgen Otto Jørgensen (A) |
| 2009                                           | 3       | 4       | 1       | 4       | 3       |         |         | 80.5%   | Karsten Landro (C) |                      | 15            |                           |                           |
| 2013                                           | 5       | 3       |         |         | 2       | 1       | 2       | 2       |                    | 81.3%                | 15            | Jørgen Otto Jørgensen (A) |                           |
| 2017                                           | 4       | 3       | 1       | 2       | 1       | 3       | 1       |         | 80.3%              | Ole Wej Petersen (A) | 15            |                           |                           |
| 2021                                           | 4       | 3       | 1       | 1       | 3       | 1       | 1       | 1       | 77.8%              | Peter Hansted (A)    | 15            |                           |                           |
| Data from Kmdvalg.dk 2005, 2009, 2013 and 2017 |         |         |         |         |         |         |         |         |                    |                      |               |                           |                           |